# Armylaena pulchella
Armylaena pulchella är en skalbaggsart som först beskrevs av Charles Joseph Gahan 1904.  Armylaena pulchella ingår i släktet Armylaena och familjen långhorningar. Inga underarter finns listade.